# 鳩太刀
鳩太刀（はとだち）は、鎌倉時代末期に備前国の刀工により作られた日本刀。鳩御太刀とも呼ばれる。小倉藩小笠原家の重代と伝わる。

## 概要

### 刀工・名前の由来
小倉藩小笠原家の重代と伝わる。鳩太刀の名前の由来は不明であるが、以下の文献で存在が確認されている。

### 御當家末書
※出典：
「御當家末書」は寛永9年に小倉15万石の大名となった小笠原氏にかかわる事蹟・系図などを編纂した史料である。その中の「小笠原家御伝来御具足・宝剣其外武器等之事」の「小笠原家御伝来宝剣」に以下の刀剣が掲載されている。
忠雄公之御家二在り
- 正恒：御太刀御重代、長サ弐尺五寸九分、有銘
- 鳩御太刀：右ニ同シ、長サ弐尺九寸八分、中心ニ、八幡大菩薩備前国住人右馬之丞次造、永仁七年正月日トアリ
- 鶯御太刀：長サ弐尺四寸弐分、磨上ケ、景ノ一字アリ
- 甲破御太刀：長サ弐尺三寸四分、磨上ケ、無銘也、中心ニ本来ハ小笠原重代甲破、其後有子細
- （以下略）

長円公之御家二在り
- 神息御太刀：御重代、長サ弐尺壱寸、銘宇佐神宮神息トアリ、磨リ上ケ也（以下略）
- 吉光御脇指：右ニ同し、長壱尺九歩、城州粟田口住藤四郎、吉光健弘ノ比作無銘也（以下略）
- 守家御太刀：義教将軍より政康公に賜ル也、長弐尺壱寸四分半、無銘也（以下略）
- 当麻御刀：家康公より秀政公に賜ル、長サ弐尺弐寸三歩半
- （以下略）

また、刀工に関しては、以下のように記載がある。
”鳩太刀長サ弐尺九寸八分、中心   八幡大菩薩備前国住人右馬之丞次造 永仁七年正月日トアリ其鍛冶ノ名乗文不明之処ニ、延享三年丙寅ノ五月本阿弥三郎兵衛其銘を恒次ニ極めての添状を出ス也”
本阿弥三郎兵衛とは、本阿弥光勇の事で、彼により恒次に極められている。

### 備山愛刀図譜
また、もう一振りの重代正恒は、現在重要文化財に指定されており、刀剣博物館蔵となっている。備山愛刀図譜にも所載されているが、共通点としては、棟に切込みがあり、茎が少し朽ち込んでいること。
https://dl.ndl.go.jp/pid/8799599/1/45

### 豊前叢書
豊前叢書 本輯 第7号 
”公重代鳩の太刀を忠晴え譲り給う”
https://dl.ndl.go.jp/pid/3018666/1/44

豊前叢書 本輯 第８号 
享保元年丙申(1716年）七月六日

”忠雄公重代鳩の太刀公に被譲受”
https://dl.ndl.go.jp/pid/3018667/1/12
豊前叢書において、もう一振りの重代太刀正恒の記述は見当たらない。

### 小笠原忠真一代覚書：古兵部様以来の御腰の物共
※出典：
古兵部とは小笠原秀政の事を指す
1650-1680年頃のものと思われ、謄写本が東京大学史料編纂所蔵。
一、御重代の御太刀正恒
一、鶯の御太刀　是れは異名の子細御座候
一、鳩の御太刀
一、新藤五の御太刀
一、甲破の御太刀
以下略
これにより、鳩太刀が江戸時代より以前から小笠原家に伝来していたことがわかる。